# Zita Hanrot
Zita Hanrot (* 1. ledna 1990 Marseille) je francouzská herečka. Její matka pocházela z Jamajky, zatímco otec byl Francouz. Studovala herectví na CNSAD v Paříži. Studium úspěšně dokončila v roce 2014. Již dříve hrála v různých reklamách. První filmovou roli dostala v roce 2012 ve snímku Radiostars režiséra Romaina Levyho. Dále hrála například ve filmech Une nouvelle amie (2014) či Paul Sanchez est revenu! (2018). Za roli ve snímku Fatima získala Césara pro nejslibnější herečku. Jejím bratrem je herec Idrissa Hanrot.

## Filmografie

### Film
| Rok  | Název filmu              | Režisér                         | Role        |
| ---- | ------------------------ | ------------------------------- | ----------- |
| 2012 | Radiostars               | Romain Levy                     | Jennifer    |
| 2013 | Une nouvelle amie        | François Ozon                   | servírka    |
| 2014 | Eden                     | Mia Hansen-Løve                 | Anaïs       |
| 2015 | Fatima                   | Philippe Faucon                 | Nesrine     |
| 2016 | Le gang des Antillais    | Jean-Claude Barny               | Linda       |
| 2017 | K.O.                     | Fabrice Gobert                  | Dina        |
| 2017 | De sas en sas            | Rachida Brakni                  | Nora        |
| 2018 | Paul Sanchez est revenu! | Patricia Mazuy                  | Marion      |
| 2018 | La fête est finie        | Marie Garel Weiss               | Sihem       |
| 2018 | Carnivores               | Jérémie Renier a Yannick Renier | Samia Barni |
| 2018 | L'Ordre des médecins     | David Roux                      | Agathe      |
| 2019 | La Vie scolaire          | Grand Corps Malade a Mehdi Idir | Samia       |

### Televize
| Rok  | Název pořadu      | Role   |
| ---- | ----------------- | ------ |
| 2004 | Le tuteur         | Malika |
| 2012 | Chez Victoire     | Iris   |
| 2015 | T.A.N.K.          | Zoé    |
| 2015 | Chefs             | Nadia  |
| 2015 | Rose et le soldat | Rose   |
| 2018 | Záchranný plán    | Elsa   |

## Ocenění
- 2016: César pro nejslibnější herečku, za roli ve filmu Fatima režiséra Philippa Faucona
- 2017: Mezinárodní filmový festival Saint-Jean-de-Luz: Chistera za nejlepší ženský herecký výkon, za film La fête est finie